# Говеяш (Пиньел)
Говеяш (порт. Gouveias) — район (фрегезия) в Португалии, входит в округ Гуарда. Является составной частью муниципалитета Пиньел. По старому административному делению входил в провинцию Бейра-Алта. Входит в экономико-статистический субрегион Бейра-Интериор-Норте, который входит в Центральный регион. Население составляет 358 человек на 2001 год. Занимает площадь 26,32 км².